# Falko Götz
Falko Götz (Rodewisch, Saxônia, 26 de março de 1962) é um ex-futebolista e treinador de futebol alemão. Atualmente, encontra-se desempregado.

## Início de carreira
Götz, nascido em Rodewisch, pequena vila da Saxônia localizada na fronteira com a República Checa, iniciou a carreira em 1980, no Dínamo de Berlim. Jogou neste clube até 1983. Nesse ano, um episódio marcou a vida do atacante, que também atuava como defensor.

## Fuga para a Alemanha Ocidental
Antes de um jogo contra o Partizan de Belgrado pela Liga dos Campeões da Europa, ele escapou e fugiu para a Alemanha Ocidental. Por ter violado esta regra, ele foi impedido de jogar por um ano. Cumprida a suspensão, Falko assinou um contrato com o Bayer Leverkusen.

## Bayer Leverkusen
No Bayer, Götz teve a companhia de outros jogadores, entre eles os goleiros Bernd Dreher e Rüdiger Vollborn, que jogou toda sua carreira no clube, os zagueiros Helmut Winklhofer, Alois Reinhardt, Wolfgang Rolff, Ralf Falkenmayer, Minas Hantzidis (grego), Tita (brasileiro), Andrzej Buncol e Rudolf Wojtowicz (ambos poloneses), o meio-campista Knut Reinhardt e o atacante sul-coreano Cha Bum-kun. Pelo time da Renânia do Norte-Vestfália, jogou 115 partidas e marcou 26 gols.

## Passagem pelo Colônia
Depois de quatro anos no Bayer Leverkusen, Falko tomou um novo rumo em sua carreira: assinou contrato com o Colônia, onde atuou com vários jogadores: os goleiros Bodo Illgner, Rudi Kargus e Alexander Bade, os zagueiros Morten Olsen (dinamarquês), Mathias Hönerbach, Paul Steiner, Jürgen Kohler, Dieter Prestin, Anders Giske (norueguês), Hansi Flick e Patrick Weiser, os meio-campistas Thomas Häßler, Horst Heldt, Henrik Andersen (dinamarquês), Rico Steinmann e Henri Fuchs, e os atacantes Flemming Povlsen (dinamarquês), Ralf Sturm, Uwe Rahn, Thomas Allofs, Frank Ordenewitz, Carsten Jancker e Pierre Littbarski. Atuou no clube entre 1988 e 1992, quando se mudou para o até então desconhecido futebol da Turquia.

## Passagem despercebida na Turquia
Na Turquia, Götz atuou no Galatasaray. Quase ninguém conhecia Falko naquele país, mas ele disputou 51 partidas e marcou 16 gols. Um dos companheiros de time era o jovem atacante Hakan Sükür. Não demoraria muito e o atacante-defensor voltava à sua pátria.

## Volta à Alemanha
Götz voltou á Alemanha em meados de 1994 para atuar no modesto Saarbrücken, um clube que hoje atua na Regionalliga West, competição que corresponde à quarta divisão do país. Com vários desconhecidos no elenco (o goleiro Stephan Straub, os meias Henning Bürger e Angelo Donato e o atacante norte-americano Joe-Max Moore), Götz fez pouco na equipe do Sarre (43 partidas, seis gols). Era mais um passo para a aposentadoria, até a chegada ao Hertha Berlim.

## Volta à Berlim e aposentadoria
A chegada ao Hertha significou, para Falko, um "retorno às origens" (o BFC Dynamo, primeiro clube do jogador, também é da capital alemã). No maior clube da capital germânica, ele disputou apenas dezessete partidas, mas não marcou nenhum gol. Foi o único clube onde Götz não deixou sua marca. No fim da temporada de 1997, aos 35 anos de idade, 411 partidas disputadas (393 por clubes e 18 pela Seleção Alemã-Oriental sub-18) 0 e 80 gols marcados, Götz decidiu parar de jogar.

## Carreira de treinador
Depois de encerrar sua carreira de jogador, ele iniciou a trajetória como técnico no time B do Hertha, onde ficou até 2000. Voltou ao Hertha em 2002, como treinador interino. A primeira equipe como treinador principal foi o Munique 1860, ficando até 2004, quando teve sua quarta passagem pelo Hertha, a terceira como treinador. Entre janeiro e setembro de 2009, Falko treinou o Holstein Kiel, clube da 3. Fußball-Liga, a terceira divisão alemã.
Em junho de 2011, assumiu pela primeira vez o comando de uma seleção nacional, a do Vietnã. Em 6 meses no cargo, foram apenas 5 partidas, com três vitórias e 2 derrotas, deixando a equipe em dezembro.
Após 3 anos parado, Götz foi contratado pelo Erzgebirge Aue em abril de 2013. Permaneceu no comando técnico da equipe até setembro de 2014, quando foi substituído por Tomislav Stipić.
Em junho de 2015, assinou com o Saarbrücken, onde permaneceria durante apenas 9 meses. Seu último trabalho foi no FSV Frankfurt, mas deixou o clube em maio de 2016, embora tivesse vencido o último jogo, contra o Munique 1860.